# Perittia carlinella
Perittia carlinella är en fjärilsart som beskrevs av Thomas de Grey, 6th Baron Walsingham 1908. Perittia carlinella ingår i släktet Perittia och familjen gräsmalar. Inga underarter finns listade i Catalogue of Life.